# Tanymastix
Tanymastix är ett släkte av kräftdjur. Enligt Catalogue of Life ingår Tanymastix i familjen Tanymastigiidae, men enligt Dyntaxa är tillhörigheten istället familjen Branchiopodidae.
Kladogram enligt Catalogue of Life och Dyntaxa:
| Tanymastix | \| \| Tanymastix affinis \| \| \| \| \| \| Tanymastix motasi \| \| \| \| \| \| hällkarsräka \| \| \| \| \| \| Tanymastix stellae \| \| \| \| |
|            | \| \| Tanymastix affinis \| \| \| \| \| \| Tanymastix motasi \| \| \| \| \| \| hällkarsräka \| \| \| \| \| \| Tanymastix stellae \| \| \| \| |
|            | Tanymastigites |
|            | |
|            | Tanymastix affinis |
|            | |
|            | Tanymastix motasi |
|            | |
|            | hällkarsräka |
|            | |
|            | Tanymastix stellae |
|            | |

|  | Tanymastix affinis |
|  |                    |
|  | Tanymastix motasi  |
|  |                    |
|  | hällkarsräka       |
|  |                    |
|  | Tanymastix stellae |
|  |                    |